# Čechovova zbraň

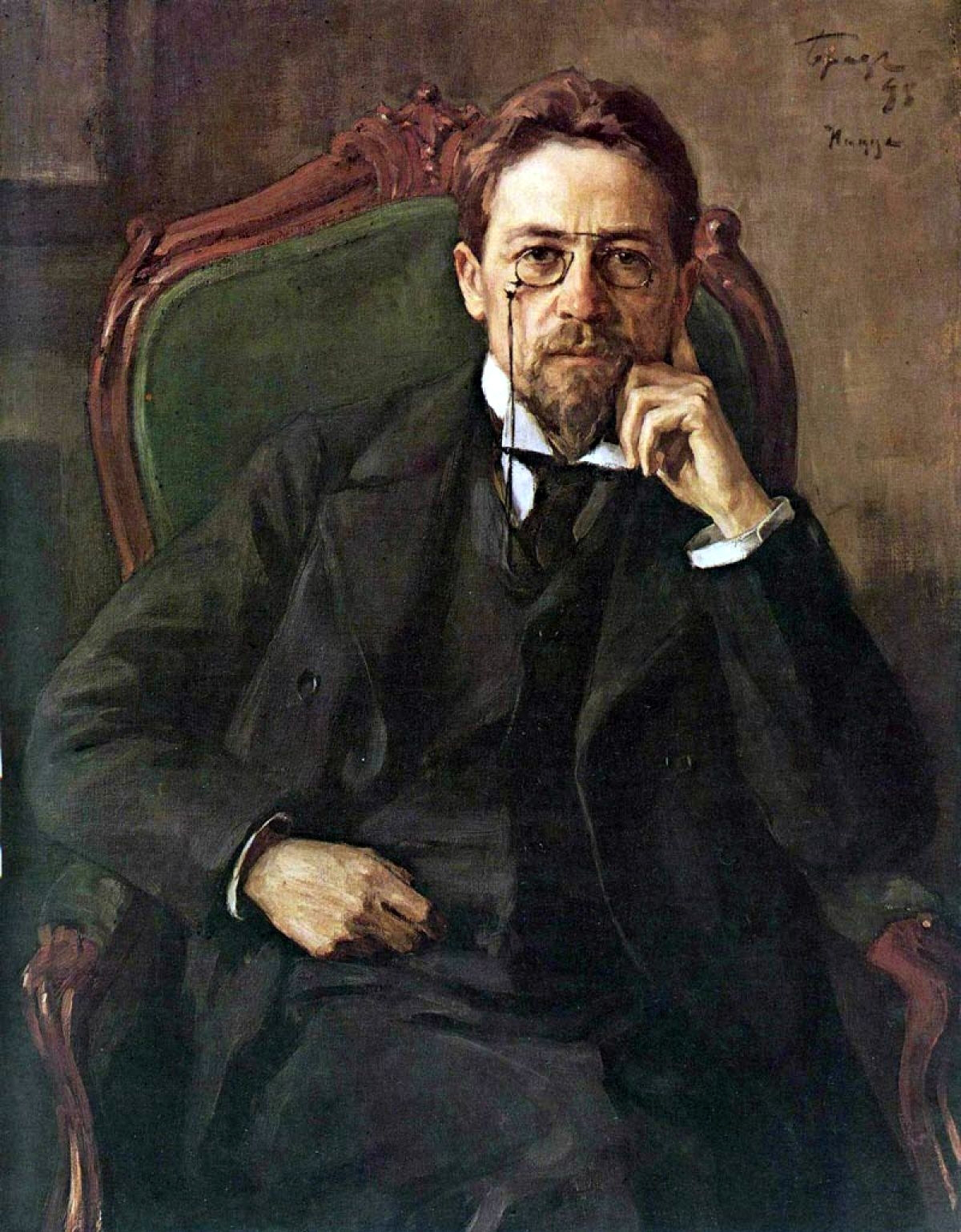
Anton Pavlovič Čechov (olejomalba Osipa Emmanuiloviče Braza, 1898)

Čechovova zbraň nebo také Čechovova puška je dramatický princip, při kterém prvek zmíněný na začátku děje (například rekvizita, monolog) musí nabrat význam v pozdější části příběhu, jinak nemá být zmiňován vůbec. Autorem tohoto principu byl Anton Pavlovič Čechov a vyjádřil ho v několika verzích zaznamenaných dopisech a vzpomínkách současníků.

## Princip
Čechov přirovnává tento princip k práci sochaře odstraňujícího z mramoru všechno, co není samotnou sochou. Ilustroval ho následovně:
| „ | Odstraňte všechno, co není podstatné pro příběh. Pokud v první kapitole zmíníte pušku zavěšenou na stěně, v druhé nebo třetí kapitole musí být z této pušky vystřeleno. A nebude-li střílet, nesmí tam ani viset. | “ |